# Elise Gatien
Elise Gatien (* 14. Juli 1988 in Kamloops, British Columbia) ist eine kanadische Schauspielerin.

## Leben
Gatien ist die Tochter einer Kanadierin und eines Deutschen. Ab ihrem vierten Lebensjahr begann sie mit Ballett- und Stepptanz sowie dem zeitgenössischen Tanz. Als Teenager erhielt sie erste Aufträge als Model und wirkte in Werbungen mit.
Sie debütierte 2006 in dem Fernsehfilm The Obsession als Schauspielerin. In den nächsten Jahren folgten überwiegend Episodenrollen in verschiedenen kanadischen und US-amerikanischen Fernsehserien. 2010 verkörperte sie die Rolle der Candace 'CJ' Ward in der Fernsehserie Tower Prep. Größere Fernsehserienrollen hatte sie in iZombie, UnREAL, Ghost Wars und zuletzt Colony inne.

## Filmografie
- 2006: The Obsession (Fernsehfilm)
- 2007: Im Land der Frauen (In the Land of Women) (Fernsehfilm)
- 2007: Eureka – Die geheime Stadt (Eureka) (Fernsehserie, Episode 2x05)
- 2007: Bionic Woman (Fernsehserie, Episode 1x03)
- 2008: Dr. Dolittle 4 (Dr. Dolittle: Tail to the Chief)
- 2009: The Guard (Fernsehserie, Episode 2x13)
- 2009–2010: Smallville (Fernsehserie, 2 Episoden)
- 2010: Tower Prep (Fernsehserie, 13 Episoden)
- 2010: Supernatural (Fernsehserie, Episode 6x05)
- 2011: R. L. Stine’s The Haunting Hour (Fernsehserie, Episode 1x06)
- 2011: Level Up (Fernsehfilm)
- 2012: The Secret Circle (Fernsehserie, Episode 1x21)
- 2012: Gregs Tagebuch 3 – Ich war’s nicht! (Diary of a Wimpy Kid: Dog Days)
- 2012: The Selection (Fernsehfilm)
- 2013: Restless Virgins (Fernsehfilm)
- 2014: Spooksville (Fernsehserie, Episode 1x12)
- 2014: The Tomorrow People (Fernsehserie, Episode 1x17)
- 2014: Signed, Sealed, Delivered (Fernsehserie, Episode 1x05)
- 2014: Deeper
- 2015: Fifty Shades of Grey
- 2015: iZombie (Fernsehserie, 3 Episoden)
- 2015: UnREAL (Fernsehserie, 2 Episoden)
- 2015: Eine perfekte Hochzeit (Perfect Match) (Fernsehfilm)
- 2015: Sorority Murder (Fernsehfilm)
- 2015: Lost After Dark
- 2015: Christmas Truce (Fernsehfilm)
- 2016: Love on the Sidelines (Fernsehfilm)
- 2016: Ms. Matched (Fernsehfilm)
- 2016: Motive (Fernsehserie, Episode 4x08)
- 2016–2017: Ghost Wars (Fernsehserie, 7 Episoden)
- 2017: Aeris (Kurzfilm)
- 2017: Moonlight in Vermont (Fernsehfilm)
- 2018: Secret Millionaire
- 2018: Supernatural (Fernsehserie, Episode 13x12)
- 2018: Life Sentence (Fernsehserie, Episode 1x08)
- 2018: Colony (Fernsehserie, 4 Episoden)
- 2019: The Murders (Fernsehserie, Episode 1x03)
- 2020: Poison Pen Pal (Fernsehfilm)
- 2021: Love & Where to Find It (Fernsehfilm)
- 2022: The Engagement Back-Up (Fernsehfilm)
- 2023: Virgin River (Fernsehserie)